# Ideas of Reference
Ideas of Reference è l'album di debutto del gruppo musicale alternative metal Psyopus, pubblicato il 19 ottobre 2004 per la Metal Blade Records.
La copertina dell'album è stata disegnata da Adam Wentworth, chitarrista del gruppo musicale death metal Beyond the Sixth Seal.

## Tracce
1. Mork and Mindy (Daydream Lover) – 3:56
2. The White Light – 3:22
3. Death, I... – 4:58
4. The Long Road to the 4th Dimension – 4:06
5. Mannequin – 2:43
6. MirrorriM – 2:50
7. Imogen's Puzzle – 1:59
8. Anomaly – 3:40
9. Bones to Dust – 15:39

## Formazione
- Adam Frapolli - voce
- Christopher Arp - chitarra
- Fred DeCoste - basso
- Greg Herman - batteria